# 沖縄ツーリスト
沖縄ツーリスト株式会社（OKINAWA TOURIST SERVICE）は、沖縄県内を中心に日本各地やアジアに営業展開をしている旅行会社。
創業は1958年、沖縄における老舗の旅行会社として沖縄復帰前から営業を開始し、地元の地の利を活かしたさまざまなプランで旅行部門として沖縄県内に9店舗、本土1店舗、台北1店舗を展開。さらには、北海道と沖縄を拠点とした「OTSレンタカー」の関連部門がある。

## 関連会社
- 株式会社OTSサービス経営研究所（本社：那覇市）
- 北海道ツアーズ株式会社（本社：札幌市）
- OTS MICE MANAGEMENT株式会社（本社：那覇市）
- 大原旅行社有限公司（本社：台北市）